# Benoît Duquesne
Pour les articles homonymes, voir Duquesne.
Benoît Duquesne, né le 19 juillet 1957 à Roubaix dans le département du Nord (France), et mort le 4 juillet 2014 à L'Île-Saint-Denis (Seine-Saint-Denis), est un journaliste, grand reporter et présentateur français.
Reporter chez Europe 1 puis chez TF1, c'est chez France 2 qu'il fait carrière. Chef du service des informations générales, rédacteur en chef, correspondant à Londres, présentateur du journal télévisé, il est surtout connu pour son magazine d'investigation Complément d'enquête.

## Biographie

### Enfance et formation
Benoît Duquesne est, comme ses six frères et sœurs, originaire de Glageon, commune dans laquelle son père, médecin de famille, a été maire dans les années 1980. Il va à l’école primaire de Couplevoie, puis au lycée jésuite Saint-Joseph de Reims pour ses études secondaires.
Après une licence de droit, il fait ses études à l'École supérieure de journalisme de Lille (57e promotion) dont il sort diplômé en 1983.

### Carrière audiovisuelle
De 1982 à 1988, il est reporter chezEurope 1 au service des informations générales, chargé des dossiers police et affaires. Il y présente également les journaux du matin. Puis, il arrive chez TF1 où jusqu'en 1994, il travaille comme grand reporter et couvre notamment l'écroulement du régime communiste roumain en 1989, la guerre du Golfe en 1991, et le conflit en Bosnie en 1992, pour le compte des magazines d'information comme Le Droit de savoir et Reportages. Du 10 janvier au 21 juin 1993, il coprésente le magazine mensuel À la une avec Catherine Nayl.
En 1994, il intègre France 2 et devient chef du service des informations générales jusqu'en août 1995. Le soir du second tour de l'élection présidentielle de 1995, le 7 mai 1995, en direct sur France 2, il poursuit à moto et toute allure la Citroën CX de Jacques Chirac qui défile dans les rues de Paris, pour tenter d'obtenir en direct les impressions du vainqueur de la soirée électorale. Benoît Duquesne se voit décerner alors le sobriquet de « l'homme à la moto »,. À partir de l'été 1995 et jusqu'en 2001, il est le joker des journaux télévisées 13 heures et 20 heures. Pendant 10 ans, de 1997 à 2007, il est rédacteur en chef chez France 2. Parallèlement, il est correspondant à Londres de 1995 à 2000.
De septembre 2001 jusqu'à sa mort, il présente le magazine d'investigation Complément d'enquête sur la chaîne France 2. De janvier à juillet 2005, à la suite de la démission surprise de Christophe Hondelatte du 13 heures, il assure l'intérim jusqu'à l'arrivée d'Élise Lucet.
Parallèlement, à partir de 2005 et jusqu'à sa mort, il présente l'émission Elle et Nous et anime le Docu-Débat le samedi soir sur Public Sénat.
Le 3 septembre 2007, il est nommé directeur de la rédaction d'Europe 1 par Jean-Pierre Elkabbach, président de la radio, en succession de Marc Troncho et Jérôme Dorville. À la suite de l'éviction d'Elkabbach, il est remercié en juillet 2008 par le nouveau président, Alexandre Bompard, mais continue à présenter Complément d'enquête sur France 2. 
En 2014, Benoît Duquesne subissait de fortes pressions de la part de LVMH alors que le journaliste Tristan Waleckx travaillait sur Bernard Arnault et son empire industriel pour Complément d'enquête.

### Mort
Benoît Duquesne meurt des suites d’une crise cardiaque, dans sa péniche de l'Île Saint-Denis (Seine-Saint-Denis) le vendredi 4 juillet 2014, à l'âge de 56 ans,. Ses obsèques sont célébrées le 10 juillet 2014 en l'église Sainte-Jeanne-d'Arc de Versailles (Yvelines), en présence de nombreuses personnalités. Il est ensuite inhumé dans l'intimité familiale.
Dans l'après-midi du jeudi 3 juillet 2014, la veille de sa mort, il réalise une interview de Bernard-Henri Lévy pour une diffusion le soir même. Le dernier numéro de Complément d'enquête auquel a participé Benoit Duquesne est un hors-série consacré à Luc Besson, dont l'interview est enregistrée quelques jours auparavant. Il est diffusé le jeudi 10 juillet 2014 après un reportage hommage au journaliste disparu.

### Vie privée
Benoît Duquesne est le père de quatre enfants, dont Marie Duquesne, journaliste à BFM TV.

## Présentateur de télévision
- 1993 : À la une (TF1)
- 1995-1998 : présentateur remplaçant des journaux télévisés de 20 heures (France 2)
- 1998-2001 : présentateur remplaçant des journaux télévisés de 13 heures et 20 heures (France 2)
- 2001-2014 : Complément d'enquête (France 2)
- 2004-2005 : présentateur du Journal de 13 heures (France 2)
- 2005-2014 : Elle et Nous et Le Docu-Débat (Public Sénat)